# Frontalhirnsyndrom
Frontalhirnsyndrom ist die Sammelbezeichnung für denjenigen Symptomkomplex, der durch eine Schädigung der vorderen Anteile des Stirnhirns hervorgerufen wird.
Es bestehen Ähnlichkeiten zum Dysexekutiven Syndrom, das sich auf beeinträchtigte exekutive Funktionen bezieht. Sowohl „Dysexekutives Syndrom“ als auch „Frontalhirnsyndrom“ sind jedoch als Begriffe in der Fachwelt umstritten.
Eine Gleichsetzung sollte vermieden werden, da beide Begriffe unterschiedliche Dinge bezeichnen. So zielt die Bezeichnung „Dysexekutives Syndrom“  auf Störungen diverser kognitiver Funktionen mit deutlich unterschiedlicher Symptomatik von Patient zu Patient ab – während die Bezeichnung „Frontalhirnsyndrom“ die anatomische Lokalisation einer Schädigung angibt. Bei Schäden im Frontalhirn müssen jedoch nicht immer zwingend exekutive Funktionen betroffen sein. Und umgekehrt kommt es zu gestörten exekutiven Funktionen nicht nur bei Schäden im Frontalhirn, da auch die ungestörte Funktionsfähigkeit anderer Gehirnbereiche (z. B. des Thalamus) für die exekutiven Funktionen erforderlich ist. Ein prominenter Patient mit einem Frontalhirnsyndrom war Phineas Gage, welcher im Jahr 1848 eine Läsion im präfrontalen Kortex (besonders orbitofrontal) erlitt und diese überlebte.
Allgemein schreibt man diesem auch als präfrontaler Cortex bezeichneten Hirnteil eine Analyse- und Überwachungsfunktion zu. Daher wurde für ihn auch der Begriff „supervisory attentional system“ (SAS) eingeführt. Es besteht ein dichtes Netzwerk zu vielen anderen Hirnteilen. Auf diese Weise können unterschiedlichste Informationen analysiert, bewertet, „verrechnet“ und die Ergebnisse wieder zurückgesendet werden – ähnlich dem zentralen Prozessor (CPU) eines Computers. Aufgrund der zahlreichen präfrontalen Verbindungen („Projektionen“) zu anderen Gehirnstrukturen können auch Läsionen in anderen Hirnabschnitten zu einem Dysexekutiven Syndrom führen, z. B. Thalamus, kortikale oder subkortikale limbische Strukturen, Basalganglien.

## Bereiche des präfrontalen Cortex

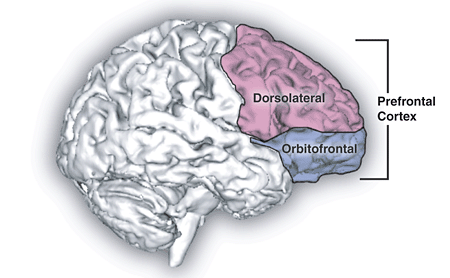
Lage der orbitofrontalen und dorsolateralen Bereiche im menschlichen präfrontalen Cortex (Seitenansicht).

Man unterscheidet ganz allgemein zwei Bereiche des präfrontalen Cortex (PFC):
- Dorsolateraler präfrontaler Cortex (DLPFC): Hier befinden sich vorwiegend kognitive Funktionen, z. B. problemlösendes Denken, Vorausplanen oder zielgerichtetes Handeln
- Orbitofrontaler Cortex (OFC): Dieser Hirnteil wird mit Persönlichkeitseigenschaften und der Fähigkeit zur Emotionsregulation in Verbindung gebracht.

Allgemein hat der PFC die Funktion, das Verhalten des Menschen flexibel und zweckmäßig an neue Anforderungen des Lebens anzupassen.
Zudem ist er von herausragender Bedeutung, wenn es um die „zeitliche Organisation des Verhaltens“ geht.

## Kognitive Störungen nach Schädigung des dorsolateralen präfrontalen Cortex
Das Supervisory Attentional System (SAS) ist nicht mehr dazu in der Lage, Handlungen des Menschen flexibel auf neue Situationen einzustellen (kognitive Flexibilität). Das problemlösende Denken und eine vorausschauende Handlungsplanung sind z. T. massiv gestört. Irrelevante (Umwelt-)Reize können nicht mehr von relevanten unterschieden werden. Es findet keine ausreichende Analyse mehr statt.
Bei Routinehandlungen dagegen zeigen sich in der Regel keinerlei Probleme. Personen mit einer Schädigung des Frontalhirns sind hier zumeist unauffällig: z. B. Einkaufen von alltäglichen Dingen, Frühstück- oder Abendessenrichten, Wahrnehmen von Arztterminen usw.
Folgende kognitive Störungen können im Rahmen eines dysexekutiven Syndroms auftreten und mit unterschiedlichen Tests erfasst werden:
- Unzureichende Problemanalyse
- Unzureichende Extraktion relevanter Merkmale
- Unzureichende Ideenproduktion (Verlust von divergentem Denken und Einfallsreichtum)
- Verringerte Wortflüssigkeit und Reduktion der „Spontansprache“
- Haften an (irrelevanten) Details
- Mangelnde Umstellungsfähigkeit und Hang zu Perseverationen
- Ungenügende Regelbeachtung und Regelverstöße (auch im sozialen Verhalten)
- Einsatz planungsirrelevanter Routinehandlungen
- Verminderte Plausibilitätskontrollen
- Keine systematische Fehlersuche
- Alternativpläne werden kaum entwickelt
- Handlungsleitendes Konzept geht verloren
- Schwierigkeiten beim gleichzeitigen Beachten mehrerer Informationen (Arbeitsgedächtnis)
- Kein Multi-Tasking mehr möglich
- Handlungskonsequenzen werden nicht vorhergesehen
- Kein Lernen aus Fehlern
- Unbedachtes und vorschnelles Handeln (erhöhte Impulsivität)
- Rasches Aufgeben bei Handlungsbarrieren (reduzierte Beharrlichkeit und Willensstärke)
- Wissen kann nicht mehr in effektive Handlungen übersetzt werden („Knowing-doing-dissociation“)

## Mögliche Verhaltensstörungen nach Schädigung des orbitofrontalen Cortex
Bei Schädigungen des orbitofrontalen Cortex oder damit assoziierter Hirnareale kann es zu unterschiedlichen Verhaltensauffälligkeiten kommen. Man spricht auch von neuropsychiatrischen Störungen. Die Fachliteratur unterscheidet zwischen inhibitorischen und disinhibitorischen Symptomen. Diese können wiederum auf verschiedenen Ebenen beschrieben werden. Welche Symptomkonstellation auftritt, hängt von Ausmaß und Art der frontalen Hirnschädigung ab. Als grobe Unterteilung gilt die Unterscheidung eines oberen gegenüber einem unteren Frontalhirnsyndrom, wobei das obere Frontalhirnsyndrom im Wesentlichen durch die Antriebsarmut gekennzeichnet ist (inhibitorisch), während sich das untere Frontalhirnsyndrom hauptsächlich durch Störungen des Affekts und der Kritikfähigkeit auszeichnet (disinhibitorisch).

### Depressiv-inhibitorischer Symptomkomplex („Pseudodepression“)
- Motorisch
  - Motorische Verlangsamung
  - Sprechverarmung
- Sensorisch
  - Mangelnde Reagibilität auf Umgebungsreize
  - Apathie (Teilnahmslosigkeit)
- Emotional-affektiv
  - Niedergedrückte Grundstimmung
  - Geringes Selbstwertgefühl
  - Selbstablehnung
  - Gefühllosigkeit und Gleichgültigkeit
- Verhalten
  - Appetit- und Gewichtsverlust
  - Energie- und Interessenverlust
  - Verlust von Initiative und sexuellem Verlangen
  - Vernachlässigung des äußeren Erscheinungsbilds
  - Sozialer Rückzug
- Kognitiv
  - Abulie (Entscheidungs- und Entschlussunfähigkeit)
  - „Pseudodemenz“
  - Aufmerksamkeits- und Konzentrationsstörungen
- Biozyklisch
  - Schlafstörungen
  - Müdigkeit

### Disinhibitorischer Symptomkomplex („Pseudopsychopathie“)
- Motorisch
  - Hyperaktivität
  - Motorische Unruhe
  - Gesteigerte Sprechaktivität (Logorrhoe)
- Sensorisch
  - Halluzinationen
- Emotional-affektiv
  - Manische, euphorische Grundstimmung
  - Paranoide Wahnvorstellungen
  - Selbstüberschätzung, Größenwahn
  - Aggressionsausbrüche
  - Pathologisches Lachen und Weinen
- Verhalten
  - Hyperphagie
  - Orales Explorationsverhalten
  - Hypersexualität
  - Ungerichtete Aktivitätssteigerung
  - Distanzlosigkeit, Kritiklosigkeit, mangelndes Taktgefühl
  - Nichtbeachtung sozialer Konventionen
  - Unreifes und enthemmtes Auftreten
  - Redseligkeit, Vulgärsprache
  - Konfabulation (Produktion unwahrer Geschichten)
- Kognitiv
  - Verstärkte Ablenkbarkeit
  - Ideenflucht, Witzelsucht
  - Aufmerksamkeits-, Konzentrationsstörungen
- Biozyklisch
  - Vermindertes Schlafbedürfnis